# Cochinești
Cochinești – wieś w Rumunii, w okręgu Ardżesz, w gminie Stolnici. W 2011 roku liczyła 551 mieszkańców.